# Asychis trifilosa
Asychis trifilosa är en ringmaskart som beskrevs av Augener 1926. Asychis trifilosa ingår i släktet Asychis och familjen Maldanidae.
Artens utbredningsområde är havet kring Nya Zeeland. Inga underarter finns listade i Catalogue of Life.